# Billboardlistans förstaplaceringar 2018

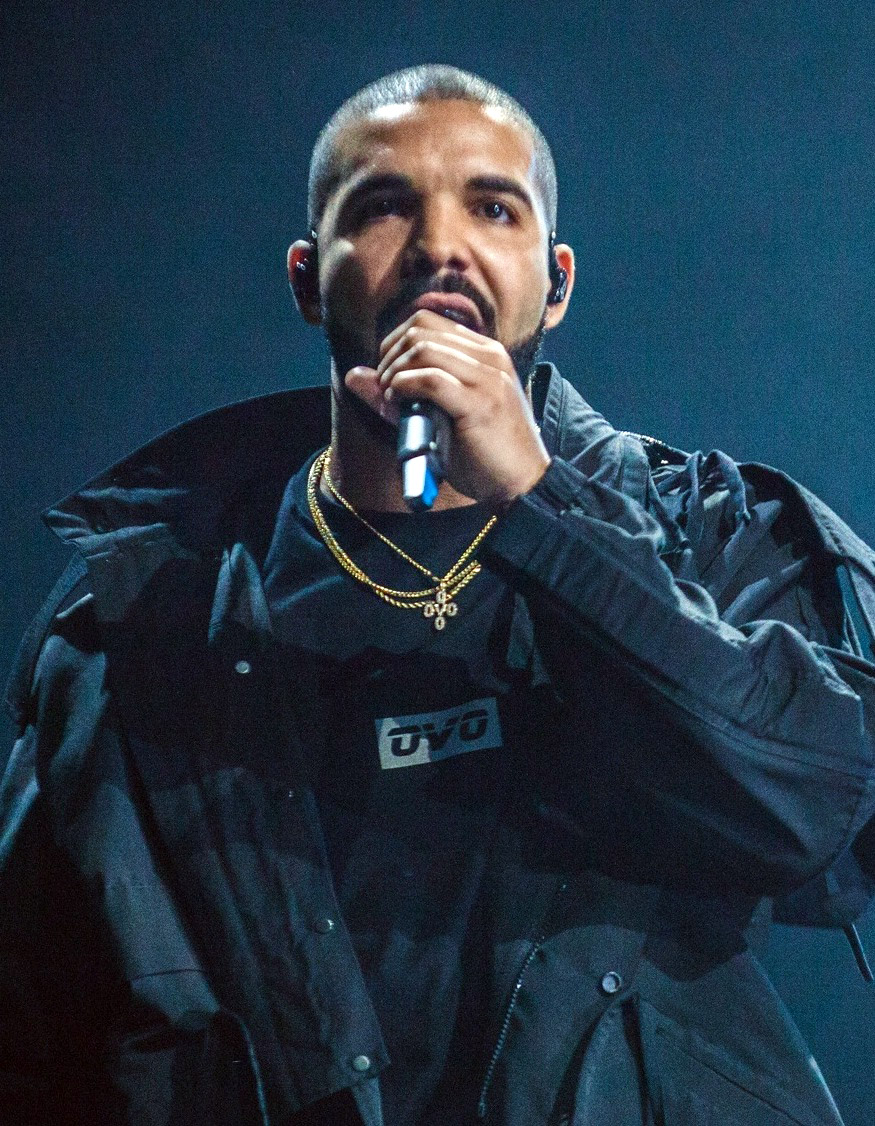
Drake (bilden) fick tre nummer ett-hits med "God's Plan", "Nice for What" och "In My Feelings". Han slog rekordet för de flesta veckor som nummer ett på ett år för en enda artist, med 29 veckor som nummer ett. "God's Plan" blev årets längst ledande hit och toppade Billboard Year-End Hot 100 2018.

Billboardlistans förstaplaceringar 2018 innebar att nio olika artister fick sin första singeletta i USA på Billboards lista Billboard Hot 100, som huvudartist eller "featuring": Camila Cabello, Young Thug, Childish Gambino, Ty Dolla Sign, XXXTentacion, Bad Bunny, J Balvin, Ariana Grande och Travis Scott. 
Den låten som låg längst som etta detta år var ”God’s Plan” av Drake, som låg etta i 11 veckor och toppade även årsslutlistan 2018. 
Drake slog även ett rekord för mest veckor som etta av en artist på ett år, då ”God’s Plan” toppade i 11 veckor, ”Nice For What” i 8 och ”In My Feelings” i 10, vilket blir sammanlagt 29 veckor.
Cardi B fick sin andra etta med ”I Like It” och blev den första kvinnliga rapparen att uppnå detta. Hon fick även en tredje när ”Girls Like You”, som hon var ”featuring” på, också toppade i slutet av september.
Childish Gambino fick sin första etta med ”This Is America” som även debuterade på första plats, vilket gjorde den till den trettioförsta låten att göra det.
Ariana Grande fick också sin första etta med ”Thank U, Next” som även den debuterade på första plats och blev den trettioandra låten att göra det.
XXXTentacion blev den första personen att toppa Billboard postumt sedan Static Major var med på Lil Waynes låt ”Lollipop” och den första som en huvudartist sedan The Notorious B.I.G. gjorde det med låten ”Hypnotize”, då ”Sad!” toppade listan.

## Listhistorik
| Datum        | Låt               | Artist(er)                      | Referens |
| ------------ | ----------------- | ------------------------------- | -------- |
| 3 januari    | "Perfect"         | Ed Sheeran duett med Beyoncé    | [ 2 ]    |
| 6 januari    | "Perfect"         | Ed Sheeran duett med Beyoncé    | [ 3 ]    |
| 13 januari   | "Perfect"         | Ed Sheeran duett med Beyoncé    | [ 4 ]    |
| 20 januari   | "Perfect"         | Ed Sheeran                      | [ 5 ]    |
| 27 januari   | "Havana"          | Camila Cabello med Young Thug   | [ 6 ]    |
| 3 februari   | "God's Plan"      | Drake                           | [ 7 ]    |
| 10 februari  | "God's Plan"      | Drake                           | [ 8 ]    |
| 17 februari  | "God's Plan"      | Drake                           | [ 9 ]    |
| 24 februari  | "God's Plan"      | Drake                           | [ 10 ]   |
| 3 mars       | "God's Plan"      | Drake                           | [ 11 ]   |
| 10 mars      | "God's Plan"      | Drake                           | [ 12 ]   |
| 17 mars      | "God's Plan"      | Drake                           | [ 13 ]   |
| 24 mars      | "God's Plan"      | Drake                           | [ 14 ]   |
| 31 mars      | "God's Plan"      | Drake                           | [ 15 ]   |
| 7 april      | "God's Plan"      | Drake                           | [ 16 ]   |
| 14 april     | "God's Plan"      | Drake                           | [ 17 ]   |
| 21 april     | "Nice for What"   | Drake                           | [ 18 ]   |
| 28 april     | "Nice for What"   | Drake                           | [ 19 ]   |
| 5 maj        | "Nice for What"   | Drake                           | [ 20 ]   |
| 12 maj       | "Nice for What"   | Drake                           | [ 21 ]   |
| 19 maj       | "This Is America" | Childish Gambino                | [ 22 ]   |
| 26 maj       | "This Is America" | Childish Gambino                | [ 23 ]   |
| 2 juni       | "Nice for What"   | Drake                           | [ 24 ]   |
| 9 juni       | "Nice for What"   | Drake                           | [ 25 ]   |
| 16 juni      | "Psycho"          | Post Malone med Ty Dolla Sign   | [ 26 ]   |
| 23 juni      | "Nice for What"   | Drake                           | [ 27 ]   |
| 30 juni      | "Sad!"            | XXXTentacion                    | [ 28 ]   |
| 7 juli       | "I Like It"       | Cardi B, Bad Bunny och J Balvin | [ 29 ]   |
| 14 juli      | "Nice for What"   | Drake                           | [ 30 ]   |
| 21 juli      | "In My Feelings"  | Drake                           | [ 31 ]   |
| 28 juli      | "In My Feelings"  | Drake                           | [ 32 ]   |
| 4 augusti    | "In My Feelings"  | Drake                           | [ 33 ]   |
| 11 augusti   | "In My Feelings"  | Drake                           | [ 34 ]   |
| 18 augusti   | "In My Feelings"  | Drake                           | [ 35 ]   |
| 25 augusti   | "In My Feelings"  | Drake                           | [ 36 ]   |
| 1 september  | "In My Feelings"  | Drake                           | [ 37 ]   |
| 8 september  | "In My Feelings"  | Drake                           | [ 38 ]   |
| 15 september | "In My Feelings"  | Drake                           | [ 39 ]   |
| 22 september | "In My Feelings"  | Drake                           | [ 40 ]   |
| 29 september | "Girls Like You"  | Maroon 5 med Cardi B            | [ 41 ]   |
| 6 oktober    | "Girls Like You"  | Maroon 5 med Cardi B            | [ 42 ]   |
| 13 oktober   | "Girls Like You"  | Maroon 5 med Cardi B            | [ 43 ]   |
| 20 oktober   | "Girls Like You"  | Maroon 5 med Cardi B            | [ 44 ]   |
| 27 oktober   | "Girls Like You"  | Maroon 5 med Cardi B            | [ 45 ]   |
| 3 november   | "Girls Like You"  | Maroon 5 med Cardi B            | [ 46 ]   |
| 10 november  | "Girls Like You"  | Maroon 5 med Cardi B            | [ 47 ]   |
| 17 november  | "Thank U, Next"   | Ariana Grande                   | [ 48 ]   |
| 24 november  | "Thank U, Next"   | Ariana Grande                   | [ 49 ]   |
| 1 december   | "Thank U, Next"   | Ariana Grande                   | [ 50 ]   |
| 8 december   | "Sicko Mode"      | Travis Scott                    | [ 51 ]   |
| 15 december  | "Thank U, Next"   | Ariana Grande                   | [ 52 ]   |
| 22 december  | "Thank U, Next"   | Ariana Grande                   | [ 53 ]   |
| 29 december  | "Thank U, Next"   | Ariana Grande                   | [ 54 ]   |